# Луїза Софія Августенборзька
Луїза Софія Августенборзька, повне ім'я Феодора Луїза Софія Адельгейда Генрієтта Амалія Шлезвіг-Гольштейн-Зондербург-Августенборзька (нім. Feodora Louise Sophie Adelheid Henriette Amalie von Schleswig-Holstein-Sonderburg-Augustenburg, 6 квітня 1866 — 28 квітня 1952) — принцеса  Шлезвіг-Гольштейн-Зондербург-Августенборзька, донька номінального герцога Шлезвіг-Гольштейну Фрідріха VIII та Адельгейди Гогенлое-Лангенбурзької, дружина прусського принца Фрідріха Леопольда.

## Біографія
Луїза Софія народилась 6 квітня 1866 року у Кілі. Вона була шостою дитиною та третьою донькою в родині герцога Шлезвіг-Гольштейну Фрідріха VIII та його дружини Адельгейди Гогенлое-Лангенбурзької. Дівчинка мала старших сестер Августу-Вікторію та Кароліна Матильду й брата Ернста Гюнтера. Інші діти померли  до її народження. За вісім років сім'я поповнилася ще однією донькою — Феодорою Адельгейдою.
Батько від 1863 мав титул герцога Шлезвіг-Гольштейну. Після Другої шлезвізької війни він урочисто в'їхав до Кілю, де його радо вітало населення. Однак, політичні ускладнення завадили йому перебрати на себе фактичну владу.

За два місяці після народження Луїзи Софії почалася австро-прусська війна. 7 червня 1866 Фрідріх назавжди залишив Кіль і Гольштейн. Після Празького миру землі остаточно анексувала Пруссія. Фрідріх у лютому 1867 оприлюднив офіційний правовий протест. Згодом, він ще сподівався очолити можливу внутрішню автономію герцогств, однак, цього не сталося. Та відносини з прусською стороною поступово налагодилися.

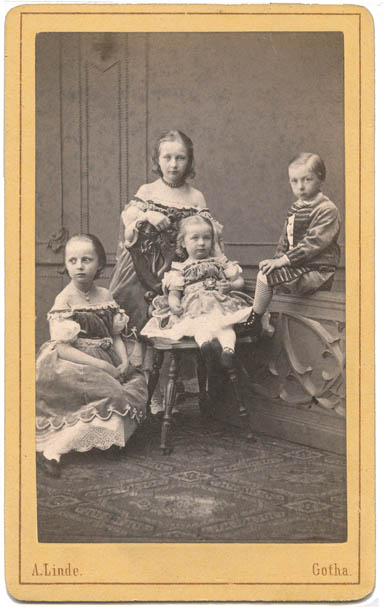
Луїза Софія (сидить на стільчику) у віці 3 років, із братом та сестрами

Після 1869 року, життя родини проходило у замку Прімкенау, купленим дідом Луїзи Софії.
Виховання принцеси, ознаменоване високими ідеалами, відданістю обов'язку, абсолютною чесністю, благородством розума, добротою та м'якістю, здійснювалося у дусі християнської віри. В нього входили робота по дому і саду або музична освіта. Більшою його частиною займалися самі батьки, шкільні предмети вивчалися за допомогою кількох репетиторів. Дівчат готували для подальшого життя, викладаючи їм благородні манери, мистецтво ведення розмов, літературу, англійську та французьку мови.
З цього часу Луїза Софія закохалася у спорт, яким займалася все подальше життя. Особливо, вона полюбляла прогулянки на велосипеді, за що, у колі родини, отримала прізвисько «Велосипедна принцеса». Проте, з часом, почала віддавати перевагу катанню на ковзанах.
Батько помер, коли їй ще не виповнилося 14. Наступного року старша сестра Августа-Вікторія залишила дім, узявши шлюб із спадкоємцем прусського престолу Вільгельмом.
У віці 23 років вийшла заміж і сама Луїза Софія. Її обранцем став принц Прусський Фрідріх Леопольд, троюрідний брат короля Пруссії та кайзера Німеччини Вільгельма II, який вже вступив на престол. 
22 червня 1889 наречена прибула до Берліна з Дрездена. 23-го — був підписаний шлюбний контракт. 24 червня у каплиці Палацу Шарлоттенбург у Берліні відбулося вінчання. Свято відзначалося з великою помпою, один з глядачів зауважив пишність урочистостей. Присутніми були багато осіб з королівських родин, серед них, король Саксонії Альберт та король Греції Георг I. Після привітання молодят, відбувся традиційний весільний бенкет.
Згодом, не зважаючи на родство дружин, самі Фрідріх Леопольд та Вільгельм не дуже ладнали один з одним.
Молода пара оселилася в мисливському замку Ґлініке, після його реконструкції у 1889. 
У них народилося четверо дітей. На додачу до власних обов'язків, принцеса часто супроводжувала або замінювала свою сестру Августу-Вікторію у представницьких візитах, а також навідувала медичні заклади та лікарні.
У середині 1890-х із Луїзою Софією трапилися два випадки, де виникала загроза її життю. На початку 1896  вона, катаючись із фрейліною на ковзанах поблизу дому, провалилася крізь кригу, а у 1897 — на верховій прогулянці у неї розстібнулося сідло, і кінь певний час тягнув принцесу за собою, доки його не зупинили ад'ютант з її чоловіком.
У 1916 та 1917 родина відвідувала курорт Бад-Нойхам, будучи найвизначнішими гостями містечка.
Після падіння монархії та встановлення у 1919 році Веймарської республіки, родина перебралася до Швейцарії. Їхньою резиденцією стала вілла Фаворіта на берегу озера Лугано.
Пережила Луїза Софія трьох старших дітей та чоловіка. Фрідріх Леопольд пішов з життя у вересні 1931. Головою родини було визнано онука Фрідріха Карла.
У 1934-му до володінь міста Берлін долучили велику частину парку Ґлініке, а 1935-го — відкрили його для відвідувань. 1939-го обидва замки та решта території були квазі-експропрійовані нацистами.
Принцеса після цього переїхала до Ной-Фарленду, поблизу Потсдама. Там вона провела воєнний час. Репресії проти колишньої правлячої родини з боку влади посилювались, гестапо заарештувало її молодшого сина Фрідріха Леопольда. Принцесі радили перебратися до Імлау, де син мав нерухомість.
Восени 1948 туга за батьківщиною змушує принцесу повернутися до Потсдаму, що був у той час окупований радянськими військами. У будинку, де були росквартировані росіяни, їй виділили невеличку кімнату. Протягом наступних двох років Луїза Софія жила там у досить непростих умовах. У своєму саду вона розводила овочі і раділа їхньому процвітанню. Зібрати врожай ій так і не вдалося, під тиском вона була змушена залишити місто. Стан здоров'я сприяв її поверненню до Імлау.

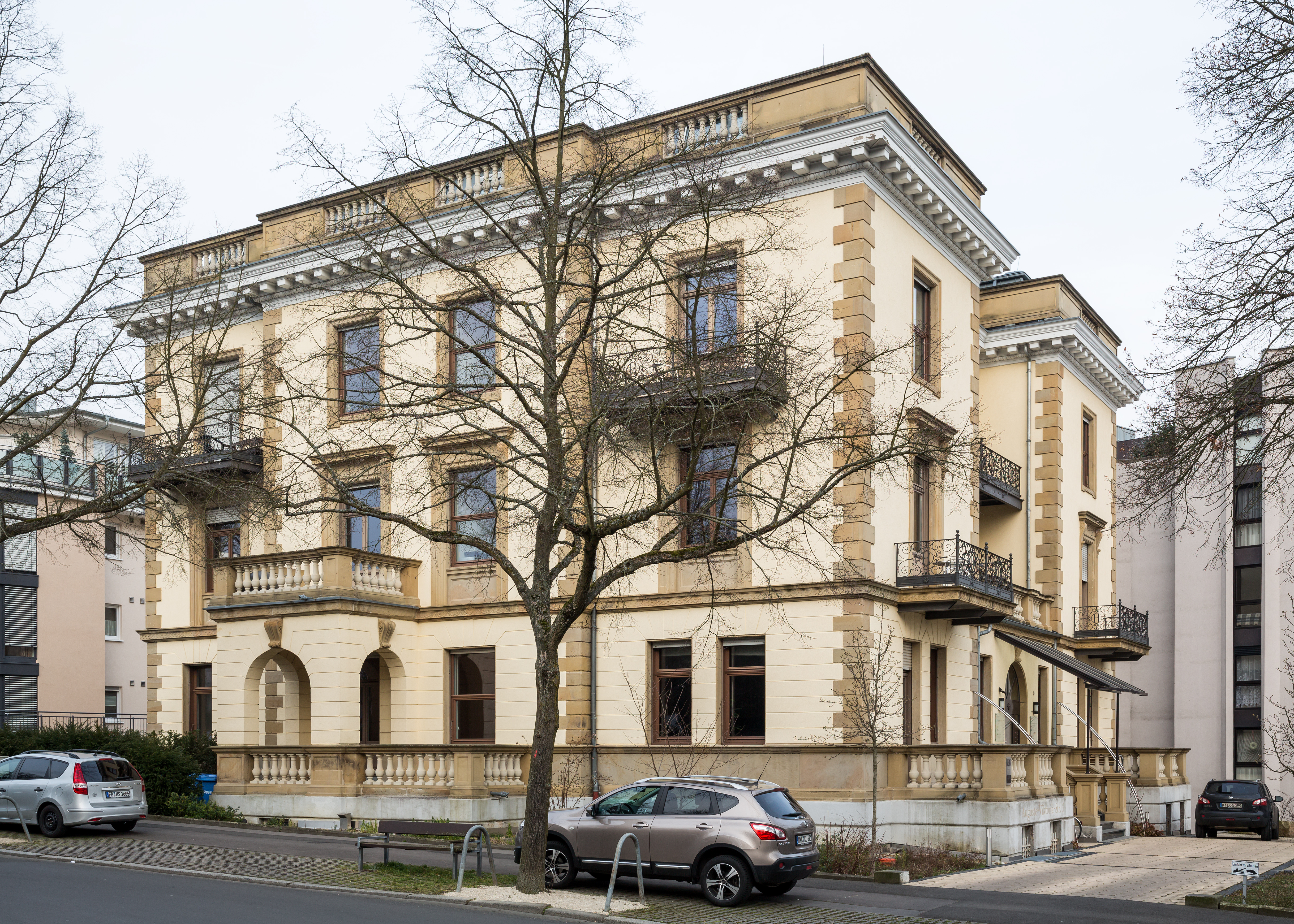
Вілла Хьопер, де Луїза Софія провела останні роки життя

 Згодом принцеса перебралася до Бад-Нойхайму. Змінивши кілька місцевих готелів за короткий час, вона оселилася на віллі Хьоппер, за адресою вулиця Августи Вікторії, 3. Займала Луїза Софія дві кімнати на першому поверсі у західній частині будинку. Вдома у неї панував тихий сімейний затишок. Свідки, у тому числі, її лікар з дружиною, які товаришували з нею, згадують принцесу як досить просту людину, що мала аристократичну ауру. Хоча жінка і була залежна від допомоги медсестри через фізичну слабкість, вона ніколи не втрачала гумору і мала відкрите серце. Багато читала, спостерігала за політичними подіями, маючи при цьому своє судження, відвідувала спектаклі «Кімнатного театру».
1951 року Луїза Софія відзначила 85-річний ювілей. Відвідувачам особливо запам'яталася її феноменальна пам'ять та почуття гумору.
28 квітня 1952 принцеса пішла з життя у своїй квартирі на віллі Хьопер. За її власним бажанням, поховали її на місцевому кладовищі 2 травня. В останню путь Луїзу Софію проводили єдиний залишившийся син, Фрідріх Леопольд, та онуки, Марія Луїза Ройсс-Кестрицька та Фрідріх Карл Прусський.
Гробниця принцеси знаходиться у старій частині цвинтаря. 1992-го року скінчився термін існування поховання, і воно опинилося у списку очищення могил. Апеляція до лідерів міста була розглянута позитивно, і від 1 лютого 1994 місце поховання принцеси належить до охороняємих гробниць міста Бад Нойхайм і підтримується у належному стані.

## Родина

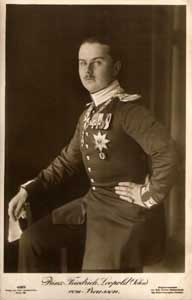
Фрідріх Леопольд Прусський

Чоловік —  Фрідріх Леопольд Прусський
- Вікторія Маргарита (1890—1923) — дружина принца Ройсс-Кестрицького Генріха XXXIII, мала із ним сина та доньку;
- Фрідріх Сигізмунд (1891—1927) — капітан німецької армії, був одружений із Марією Луїзою Шаумбург-Ліппською, мав сина та доньку;
- Фрідріх Карл (1893—1917) — капітан німецької армії, льотчик, загинув під час Першої світової; одружений не був, дітей не мав;
- Фрідріх Леопольд (1895—1959) — одружений не був, дітей не мав.